# Panicum neoperrieri
Panicum neoperrieri är en gräsart som beskrevs av Aimée Antoinette Camus. Panicum neoperrieri ingår i släktet vipphirser, och familjen gräs. Inga underarter finns listade i Catalogue of Life.